# Катиары
Катиа́ры (греч. Κατίαροί) — название одного из скифских племён по Геродоту.

## Общие сведения
Катиары, по утверждению Геродота, являлись одним из скифских племён, родоначальником которого, в соответствии с легендой, бытовавшей у скифов, был средний, сын Таргитая — Арпоксай.

## Мнение научного сообщества
В настоящее время не существует единого мнения научного сообщества на историю катиар. Однако доминирует точка зрения, что они представляли собой не этническую, а сословно-кастовую группу скифского общества. Конкретно, являлись земледельцами и скотоводами.